# Седящият бик
Седящият Бик (на английски: Sitting Bull; лакота: Tȟatȟáŋka Íyotake [tˣaˈtˣə̃ka ˈi.jɔtakɛ]), който като дете носел прякора Húŋkešni (Бавния) или Ȟoká Psíče (Скачащ язовец), е индиански вожд и шаман от племето Хункпапа Лакота.
Роден е около 1831 г. в близост до Гранд Ривър в Южна Дакота и е убит през 1890 г. от индианската полиция в резервата Стендинг Рок по време на опит да бъде арестуван, за да му бъде попречено да подкрепи движението на Танца на духовете (Ghost Dance).
Значителна е неговата роля за победата на сиуксите в Битката при Литъл Бигхорн, в която те разгромяват предвожданата от подполковник Джордж Армстронг Къстър Седма кавалерия на 25 юни 1876 г. В месеците след тази битка Седящия бик избягва от САЩ в Ууд Маунтин, Саскатчеуан, Канада. Там остава до 1881 г., когато се предава на американските власти. Малък остатък от неговата група с вожд Уамблиги решава да остане в Ууд Маунтин. След неговото завръщане в САЩ, той за кратко пътува като изпълнител в шоуто „Дивия Запад“ на Бъфало Бил.